# Complete Demos 1980-1986
Complete Demos 1980-1986 è una raccolta del gruppo hardcore punk californiano Adolescents, pubblicato nel 2005 dalla Frontiers. In ordine cronologico è il sesto album della band.

Le prime quattro tracce sono inedite.

## Tracce
1. We Can't Change The World (inedita)
2. Black Sheep (inedita)
3. Growing Up Today (inedita)
4. We Rule And You Don't (inedita)
5. I Hate Children
6. No Friends
7. Who Is Who
8. Wrecking Crew (Phantom Studio)
9. Wrecking Crew (Casbah Studio Fullerton)
10. Creatures
11. Amoeba
12. Self Destruct
13. Do The Eddie
14. Richard Hung Himself
15. The Liar
16. The Peasant Song

## Formazione
- Tony Cadena - voce
- Frank Agnew - chitarra
- Frank Agnew Jr. - chitarra
- Steve Soto - basso
- Derek O'Brien - batteria